# Acebedo (Alava)
Pour les articles homonymes, voir Acebedo.
Acebedo est une commune ou une contrée appartenant à la municipalité de Valdegovía dans la province d'Alava, située dans la Communauté autonome basque en Espagne.
Des restes humains de la nécropole ou l'ensemble de sépultures monumentales de l'église paroissiale de San Roque ont été trouvès.

Des études anthropologiques de sépulture de la nécropole médiévale et moderne, ainsi que des fouilles dans l'église ont été effectuées par la suite.